# Fuleco

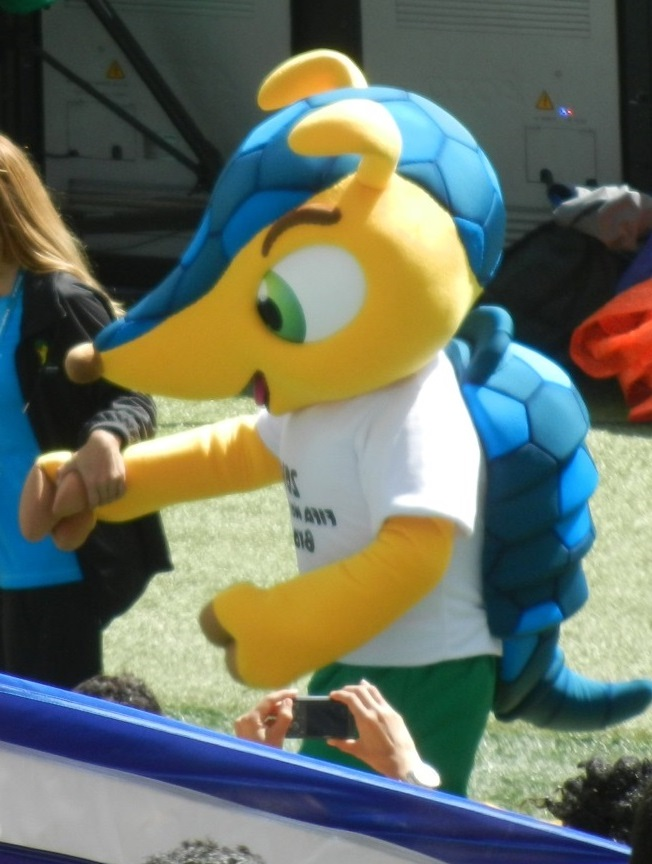
Fuleco

Fuleco is de officiële mascotte van het wereldkampioenschap voetbal 2014 gehouden in Brazilië.

## Driebandgordeldier
Fuleco is gebaseerd op het driebandgordeldier (Tolypeutes tricinctus), een soort die zich bij gevaar kan oprollen tot een bal. Het drienbandgordeldier komt alleen voor in het oosten van Brazilië, en wordt daar lokaal 'tatu-bola' genoemd. De soort wordt met uitsterven bedreigd. De keuze voor een bedreigde diersoort is om te laten zien dat Brazilianen begaan zijn met het milieu.

## Naam
Op 25 november 2012 werd Fuleco gekozen tot mascotte van het wereldkampioenschap voetbal 2014. Zijn naam is Fuleco, een samenstelling van de woorden 'futebol' (voetbal) en 'ecologia' (ecologie); ook spelen veel Braziliaanse voetballers onder een spelersnaam eindigend op '-eco'. De naam Fuleco werd in een internetpeiling verkozen boven Zuzeco, een samenstelling van 'azul' (blauw) en 'ecologia' (ecologie), en Amijubi, een samenstelling van 'amizade' (vriendschap) en 'júbilo' (vreugde). Fuleco kreeg 48% van de 1,7 miljoen stemmen, Zuzeco 31% en Amijubi 21%.

## Eigenschappen
Fuleco is geel met blauw, de kleuren van het Braziliaans voetbalelftal en hij heeft groene ogen. Het verhaal is dat hij geboren is op 1 januari 2000 en sindsdien de hele wereld over reist.

## Populariteit
Fuleco is populair onder de Braziliaanse bevolking, handgemaakte Fulecos zijn overal in Brazilië te koop.

## Afbeeldingen

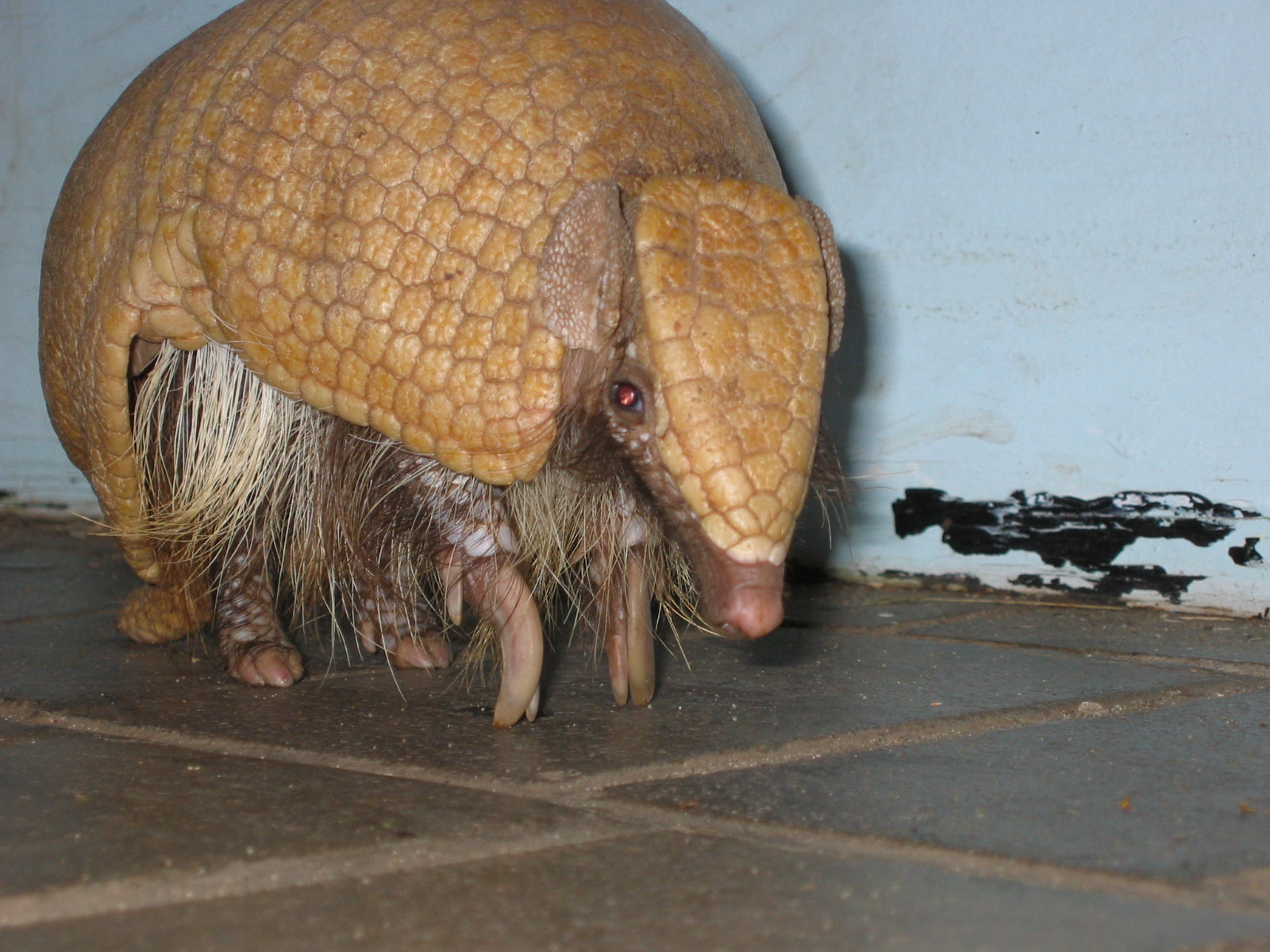
Een driebandgordeldier in Edmonton Zoo, Canada (Tolypeutes tricinctus)
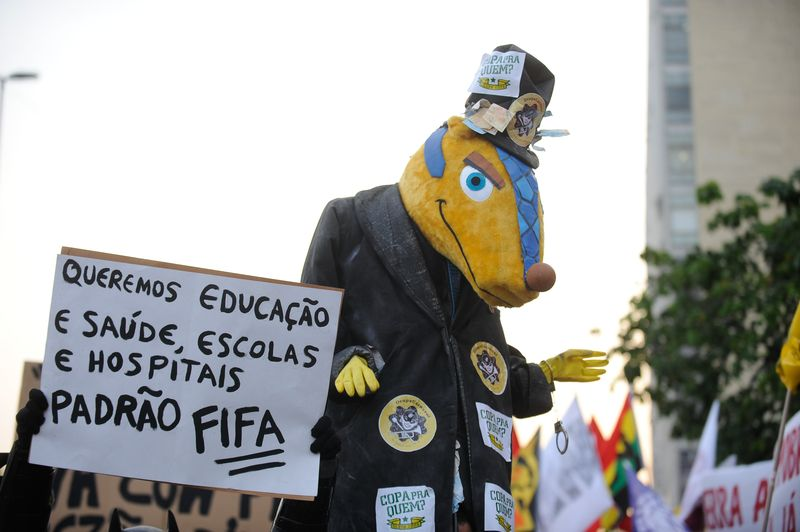
Fuleco wordt door demonstranten gebruikt als symbool van hebzucht

1966: Willie ·
1970: Juanito ·
1974: Tip en Tap ·
1978: Gauchito ·
1982: Naranjito ·
1986: Pique ·
1990: Ciao ·
1994: Striker ·
1998: Footix ·
2002: Ato, Kaz en Nik ·
2006: Goleo VI ·
2010: Zakumi ·
2014: Fuleco ·
2018: Zabivaka ·
2022: La'eeb